# Robert Jacob Gordon
Robert Jacob Gordon (Doesburg, 23 septembre 1743-Le Cap, 25 octobre 1795) est un explorateur, militaire, naturaliste et linguiste gueldrois d'origine écossaise.

## Biographie
Issu d'une famille de militaires au service des Pays-Bas, il entre dans l'armée en 1753 comme cadet et en parallèle mène de brillantes études de sciences humaines à l'Université de Harderwijk.
Au service de la Compagnie hollandaise des Indes orientales, il est envoyé au Cap pour y commander la garnison (1780-1795). Il dirige alors six expéditions de 1773 à 1786), est chargé de nommer le fleuve Orange et d'introduire les brebis Mérinos.
Parlant le Hottentot et le Xhosa, il est aussi célèbre pour avoir retrouvé les restes de d'un padrão de Bartolomeu Dias à Kwaaihoek (en) en 1786.
En 1773-1774, il voyage ainsi à pieds avec Carl Peter Thunberg et Francis Masson dans les montagnes entre Le Cap et False Bay puis, du 6 octobre 1777 au 8 mars 1778 avec le botaniste William Paterson, explore du Cap à Swellendam, traverse le Sneeuberg et visite l'ouest de Colesberg. En septembre-octobre 1778, il visite aussi les frontières nord-est de la colonie avec le gouverneur Joachim van Plettenberg.
En 1795, alors que les troupes anglaises occupent Le Cap, se sentant déshonoré, il préfère se suicider.
En outre d'avoir été un important artisan du développement économique de la colonie, Gordon fut un spécialiste de la faune locale. Il envoya même en Europe un squelette de girafe.